# Microregione di Chapada do Araripe
Chapada do Araripe è una microregione dello Stato del Ceará in Brasile, appartenente alla mesoregione di Sul Cearense.

## Comuni
Comprende 5 municipi:
- Araripe
- Assaré
- Campos Sales
- Potengi
- Salitre